# Claude Collart
Claude (Claudius) Collart var en fransk yrkesmilitär som tidigare varit i tjänst hos hertigen av Guise, ledaren för det katolska oppositionspartiet, heliga ligan. 
Ett av hans tidigare uppdrag i det protestantiska Sverige var att skaffa hertig Erik en blivande drottning. Sålunda ingick han i den legation som 1559 reste till England för att för Eriks räkning fria till drottning Elisabeth I. Några år senare skickades Collart istället till Hessen för att förgäves förhandla om en förmedling mellan lantgrevens dotter Kristina och kung Erik XIV. I februari 1564, strax efter att nordiska sjuårskriget brutit ut, ledde Collart en svensk här som skulle anfalla Norge. Hären ryckte in över Jämtland mot Trondheim som intogs. Strax efter påsktid återtogs dock staden av danskarna, och Collart tillfångatogs. Under sin militärexpedition skall han ha visat stor vårdslöshet och begått övervåld mot lokalbefolkningen. Collart sattes i förvar i Köpenhamn, där han förmodligen också dog.